# La Breille-les-Pins
La Breille-les-Pins is een gemeente in het Franse departement Maine-et-Loire (regio Pays de la Loire) en telt 444 inwoners (1999). De plaats maakt deel uit van het arrondissement Saumur.

## Geografie
De oppervlakte van La Breille-les-Pins bedraagt 26,5 km², de bevolkingsdichtheid is 16,8 inwoners per km².

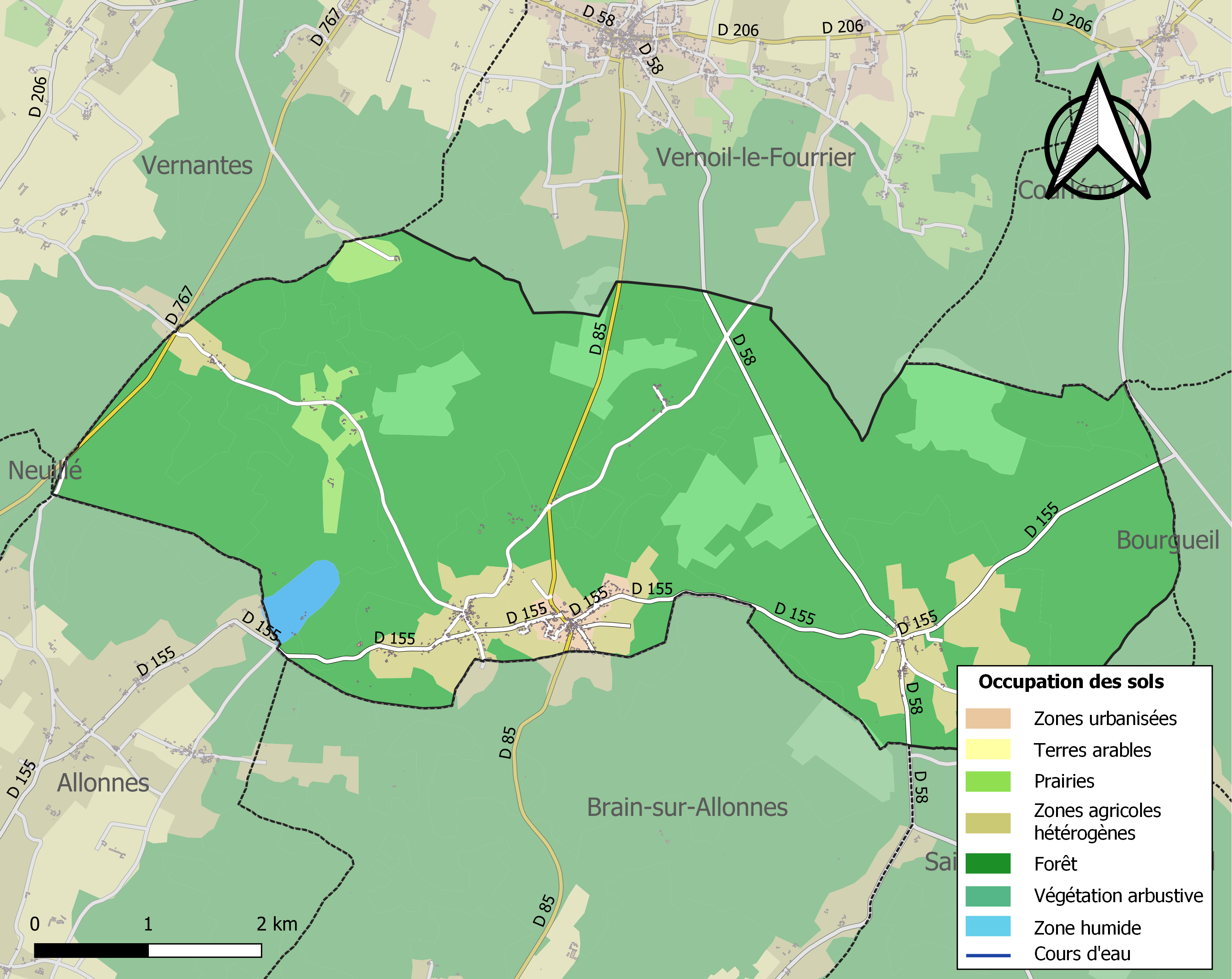
Kaart van de gemeente met de belangrijkste infrastructuur, bodemgebruik en omliggende gemeenten

## Demografie
Onderstaande figuur toont het verloop van het inwonertal (bron: INSEE-tellingen).